# Hjortekær Vandtårn
Hjortekær Vandtårn er et vandtårn fra 1937 ved Trongårdsskolen i Lyngby-Taarbæk Kommune, som ejes og drives af Gentofte Kommune. Dog vil selve grunden med vandtårnet blive udstykket til det fællesejede Nordvand som er en fusion af Gentofte Vand A/S, Gladsaxe Vand A/S, Gentofte Spildevand A/S og Gladsaxe Spildevand A/S.
Vandtårnet er i virkeligheden en samling af 6 halvcirkelformede tårne der mødes i et hexadiagonaltmidtertårn.